# 2500トン型護衛艦
| 2500トン型護衛艦   | 2500トン型護衛艦                        | 2500トン型護衛艦           |
| ------------------ | --------------------------------------- | -------------------------- |
| 画像をアップロード |                                         |                            |
| 艦級概観           |                                         |                            |
| 艦種               | 対潜護衛艦（DDK）                       | 対潜護衛艦（DDK）          |
| 建造期間           | 未建造                                  | 未建造                     |
| 就役期間           | 未就役                                  | 未就役                     |
| 前級               | やまぐも型（DDK）                       | やまぐも型（DDK）          |
| 次級               | はつゆき型（DD）                        | はつゆき型（DD）           |
| 性能諸元           |                                         |                            |
| 排水量             | 基準: 2,500トン                         | 基準: 2,500トン            |
| 排水量             | 常備: 3,000トン                         |                            |
| 全長               | 124.5メートル (408 ft)                  | 124.5メートル (408 ft)     |
| 水線幅             | 12メートル (39 ft)                      | 12メートル (39 ft)         |
| 深さ               | 8.1メートル (27 ft)                     | 8.1メートル (27 ft)        |
| 吃水               | 平均4.2メートル (14 ft)                 | 平均4.2メートル (14 ft)    |
| 機関               | CODOG方式                               | CODOG方式                  |
| 機関               | 1628V3BUディーゼルエンジン(5,600ps)     | 2基                        |
| 機関               | TM3Bガスタービンエンジン(22,500ps)      | 2基                        |
| 機関               | 推進器                                  | 2軸                        |
| 速力               | 最大32ノット                            | 最大32ノット               |
| 乗員               | 206名＋司令部要員8名                    | 206名＋司令部要員8名       |
| 兵装               | 3インチ50口径連装速射砲                 | 2基                        |
| 兵装               | シースパロー短SAM 8連装発射機 ※後日装備 | 1基                        |
| 兵装               | アスロックSUM 8連装発射機               | 1基                        |
| 兵装               | 71式ボフォース・ロケット・ランチャー    | 1基                        |
| 兵装               | 68式3連装短魚雷発射管                   | 2基                        |
| C4I                | 戦術情報処理装置 ※後日装備              | 戦術情報処理装置 ※後日装備 |
| C4I                | FCS-1 主砲FCS                           | 2基                        |
| レーダー           | OPS-11 対空捜索用                       | 1基                        |
| レーダー           | OPS-17 対水上捜索用                     | 1基                        |
| ソナー             | OQS-3 艦首装備式                        | 1基                        |
| ソナー             | SQS-35J 可変深度式                      | 1基                        |

2500トン型ガスタービン搭載対潜護衛艦は、第4次防衛力整備計画（4次防）中において海上自衛隊が計画していた対潜護衛艦（DDK）の艦級。昭和49年度計画から昭和51年度計画で計3隻の建造が計画されていた。
護衛艦として初めてガスタービンエンジン推進が採用され、また個艦防空ミサイルの後日装備が予定されるなど新機軸が多く盛り込まれていたが、折からのオイルショックの影響を受けて計画は縮小され、結局、49年度計画艦（49DDK）は原型となったやまぐも型6番艦「ゆうぐも」として建造され、50・51年度計画艦の建造は中止された。

## 来歴
海上自衛隊では、昭和29年度計画において三菱重工業長崎造船所で建造された駆潜艇「はやぶさ」において、国産ガスタービンとして運輸省の練習船「北斗丸」に搭載されたものと同系列のMUK501が搭載されたが、運用実績が芳しくなく、1970年（昭和45年）にガスタービン用の中央軸を損傷したのを機に撤去された。
「はやぶさ」でのガスタービン搭載が不調に終わった後、しばらく護衛艦の主機にガスタービンを推すことを躊躇う風潮が生じ、蒸気タービンとCODADが主機に採用され続けた。しかし1960年代から1970年代にかけて、欧米諸国において、航空機用ターボシャフト/ターボプロップエンジンの舶用転用によるガスタービン主機の採用が拡大しはじめた。日本でも、1968年より魚雷艇7号で行われた試験を経て、昭和44年度計画の11号型魚雷艇ではガスタービン主機が搭載された。そして昭和49年度計画において、当時建造が進められていたやまぐも型を元にガスタービン主機を搭載することが計画されるようになった。

## 設計
本型の船体設計は、おおむね、あおくも型（やまぐも型の後期建造型; 44DDK）のそれを踏襲していた。ただし第1甲板後部にシースパローBPDMSの8連装発射機を後日装備することを考慮して、後部の3インチ連装砲が後部構造01甲板上に移され、ミサイル射撃指揮装置やミサイル弾薬庫の予定区画も確保されていた。これらはBPDMS搭載以前は倉庫として活用される計画であった。また戦術情報処理装置の後日装備を前提に、戦闘指揮所（CIC）の床面積はあおくも型と比して1.5倍以上が確保される予定であった。
一方、機関においては、ガスタービン主機の採用に伴って大幅に刷新される計画であった。搭載主機としては、英ロールス・ロイス社と川崎重工業によるTM3B（ロールス・ロイス オリンパスの舶用転用型、計画最大出力28,000馬力）と、米ゼネラル・エレクトリック社と石川島播磨重工業によるLM1500（ゼネラル・エレクトリック J79の舶用転用型、計画最大出力14,000馬力）の2種が検討され、技術者がイギリス海軍の42型駆逐艦やアメリカ海軍のスプルーアンス級駆逐艦の視察に派遣されるなどの調査が行なわれた結果、実績のあるTM3Bが採用された。また主機方式としては、当初はCOGOGが強く望まれたものの、4次防下で開発された12気筒の大出力ディーゼルエンジン（12DRV）を6気筒化した機種の採用が希望され、最終的には、やまぐも型の三井方式で採用されていたV型16気筒の1628V3BUディーゼルエンジンとTM3Bガスタービンエンジンを組み合わせたCODOG方式が採用されることとなった。機関配置はパラレル配置とされ、前部機械室にガスタービンエンジンを、後部機械室に減速機とディーゼルエンジンを、両舷に各1基ずつ設置して、両舷2軸を駆動する計画であった。
またガスタービンエンジンの吸気口の配置のために上部構造の大型化が予想され、またガスタービンエンジンはディーゼルエンジンよりも軽量であることからも、重心の上昇による復原性の悪化が懸念された。このことから、後部船倉のタンク区画を拡大することで、バラスト調整によって重心を下げ、復原力の確保を図っていた。
装備面では、原則的にはあおくも型に準じる計画であった。ただし1973年ごろ、用兵側より要請があり、当時実用化されつつあったシースパローBPDMS（個艦防空ミサイル）の採用が決定された。BPDMSは後日装備の計画とされ、上記のように船体設計上の配慮が行なわれていた。

## 計画の中止
49DDKは、1971年には防衛庁内で具体的な要求性能がほぼ固まって基本設計に入り、昭和49年度計画において盛り込まれる予定となっていた。しかし1973年の第四次中東戦争に伴う石油輸出国機構 (OPEC) 各国の原油価格値上げに端を発した第一次オイルショック（第一次石油危機）による物価高騰の直撃を受け、防衛予算の枠内で予定隻数を達成することは不可能となった。これに伴い、50・51年度計画艦の建造は中止され、49年度計画艦についても、従来通りのあおくも型の設計に基づき、その6番艦「ゆうぐも」として建造されることとなった。また本型で導入される予定であったシースパローBPDMSは、翌年度計画のしらね型護衛艦（50DDH）において装備化された。
しかし本型の開発に伴って得られた成果の多くは、ポスト4次防下、昭和52年度計画で建造されたはつゆき型（52DD）および「いしかり」（52DE）において生かされ、結実することになる。これらはいずれも、本型において採用が予定されていたオリンパス TM3Bガスタービンエンジンを搭載しており、とくに52DEにおいては、本型の設計段階で採用が考慮されていた6DRVディーゼルエンジンと組み合わせてのCODOG方式が採用されていた。